# Dichrometra flagellata
Dichrometra flagellata is een haarster uit de familie Mariametridae.
De wetenschappelijke naam van de soort werd in 1841 gepubliceerd door Johannes Peter Müller.